# Leninogorsk
Leninogorsk (en russe : Лениногорск) est une ville de la république du Tatarstan, en Russie, et le centre administratif du raïon Leninogorski. Sa population s'élevait 63 049 habitants en 2017.

## Géographie
Leninogorsk est située à 22 km au nord-ouest de Bougoulma, à 124 km au sud de Naberejnye Tchelny, à 252 km au sud-est de Kazan et à 951 km à l'est de Moscou.

## Histoire
Leninogorsk s'est développé dans les années 1940 à partir d'un ancien village du nom de Novaïa Pismianka, qui existait déjà au XIXe siècle. En 1948, un gisement de pétrole fut mis en exploitation, ce qui donna naissance à une cité ouvrière. En 1955, la localité reçut le statut de ville et devint le centre administratif d'un raïon. La ville fut renommée en l'honneur du chef de la révolution bolchévique, Lénine.

## Population
Recensements (*) ou estimations de la population
| 1959*  | 1970*  | 1979*  | 1989*  | 2002*  | 2006   |
| ------ | ------ | ------ | ------ | ------ | ------ |
| 38 565 | 46 603 | 63 631 | 62 093 | 65 592 | 65 513 |

| 2010*  | 2013   | 2014   | 2015   | 2016   | 2017   |
| ------ | ------ | ------ | ------ | ------ | ------ |
| 64 127 | 63 906 | 63 708 | 63 635 | 63 314 | 63 049 |

## Économie
L'économie de Leninogorsk repose sur l'exploitation pétrolière, secteur dominé par l'entreprise OAO Tatneft (ОАО Татнефть).